# Andrea de’ Bartoli
Andrea de’ Bartoli (oder Andrea da Bologna) (* 1349 in Bologna; † 1369) war ein italienischer Maler.
Nach Meinung der Kunstkritiker R. Longhi (1934/35) und Francesco Arcangeli (1971) arbeitete Andrea de’ Bartoli im Stil des Vitale da Bologna und war daher vermutlich dessen Schüler.
Die ältesten schriftlichen Dokumente zu seinem Leben sind Kontoeinträge aus dem Jahr 1359. Danach hat ihn das Collegio di Spagna in Bologna, das vom päpstlichen Legaten Kardinal Egidio Albornoz (von 1350 bis 1367 im Amt) gegründet worden war, für den Kauf von Pigmenten bezahlt.
Im Jahr 1365 malte er im Auftrag von Albornoz’ Nachfolger, Kardinal Androine de Rocha, für zwei Monate den Palast von Galeazzo Visconti in Pavia aus. Dabei wurde er von Jacopino Bavosi und dessen Sohn Pietro Bavosi unterstützt.
Im Jahre 1368 erhielt ein Andreas pictor de Bononia (Andrea da Bologna) die große Summe von 450 Florentinern für die Fertigstellung der Fresken in der Seitenkapelle von Albornoz in der Unterkirche der Basilika San Francesco, die der heiligen Katharina von Alexandrien geweiht war. Zusätzlich wurden diesem Maler 10 Florentiner ausbezahlt, um die Grabstätte Albornoz’ in ebendieser Kapelle auszumalen. Es ist naheliegend, diese Fresken dem Hofmaler von Albornoz zuzuschreiben, nämlich Andrea de’ Bartoli, und nicht Andrea dei Bruni, einem anderen Maler, Namensvetter und Zeitgenossen, der ebenfalls aus Bologna stammte.
Auch die Fresken einer weiteren Seitenkapelle der gleichen Basilika, die dem heiligen Laurentius geweiht ist, werden Andrea de’ Bartoli zugeschrieben. Sie zeigen fein ausgearbeitete Architekturelemente, Landschaften mit detaillierten Darstellungen von Wäldern, Hecken, Vögeln und jagenden Tieren, die für jene Zeit untypisch sind.
Stilistisch werden dem Künstler auch Illustrationen in den Handschriften (Manuskripten) seines Bruders Bartolomeo de’ Bartoli zugeordnet, der der berühmteste und bestbezahlte Schreiber im Bologna seiner Zeit war.